# (5174) Okugi
(5174) Okugi (1988 HF) – planetoida z pasa głównego asteroid okrążająca Słońce w ciągu 4,1 lat w średniej odległości 2,56 j.a. Odkryta 16 kwietnia 1988 roku.